# ADAC
ADAC ( Allgemeiner Deutscher Automobil-Club e.V. ) je najveći njemački i europski automobilski klub. Broji nešto više od 18 milijuna članova. ADAC je osnovan 24. svibnja 1903. kao Deutsche Motorradfahrer-Vereinigung.

## Vanjske poveznice
- Stranice ADAC-a